# Veilchen-Amazone
Die Veilchen-Amazone (Amazona violacea), auch als Guadalupeamazone bezeichnet, war vermutlich eine Papageienart aus der Unterfamilie der Neuweltpapageien. Diese Amazonenart gilt jedoch ebenso wie die Martinique-Amazone seit dem Beginn des 18. Jahrhunderts als ausgestorben.
Hinweise auf die Veilchen-Amazone, die auf der Insel Guadeloupe verbreitet gewesen sein soll, gab es bereits im 17. Jahrhundert. Es fehlen aber detaillierte Angaben über Aussehen und Lebensweise dieser Papageienart. Museumsbälge dieser Art gibt es nicht. Es ist daher nicht auszuschließen, dass es sich bei der Veilchen-Amazone um eine der Amazonenarten handelt, die heute noch auf den Kleinen Antillen vorkommen. 